# Girovce
Girovce é um município da Eslováquia, situado no distrito de Vranov nad Topľou, na região de Prešov. Tem 2,75 km² de área e sua população em 2018 foi estimada em 56 habitantes.

## Demografia
| Ano:        | 1994 | 2004    | 2014    | 2024    |
| ----------- | ---- | ------- | ------- | ------- |
| Broj ljudi: | 86   | 70      | 62      | 51      |
| Razlika:    |      | -18,60% | -11,42% | -17,74% |

| Ano:               | 2023 | 2024 |
| ------------------ | ---- | ---- |
| Número de pessoas: | 51   | 51   |
| Diferença:         |      | +0%  |